# Ricci-Soliton
In der Differentialgeometrie, einem Teilgebiet der Mathematik, sind Ricci-Solitonen eine Klasse Riemannscher Mannigfaltigkeiten, zu denen insbesondere die Einstein-Mannigfaltigkeiten gehören.

## Definition
Eine vollständige Riemannsche Mannigfaltigkeit {\displaystyle (M,g)} ist ein Ricci-Soliton, wenn es ein Vektorfeld {\displaystyle V} mit Lie-Ableitung {\displaystyle {\mathcal {L}}_{V}} gibt, so dass für die Ricci-Krümmung die punktweise Gleichung
{\displaystyle Ric(g)=\lambda g-{\frac {1}{2}}{\mathcal {L}}_{V}g}
mit einer Konstanten {\displaystyle \lambda \in \mathbb {R} } gilt. (Insbesondere erhält man für {\displaystyle V=0} die Einstein-Mannigfaltigkeiten.)
Wenn {\displaystyle V} ein Gradientenfeld {\displaystyle V=\nabla f} für eine Funktion {\displaystyle f\colon M\to \mathbb {R} } ist, heißt {\displaystyle (M,g)} ein Gradienten-Ricci-Soliton. In diesem Fall gilt
{\displaystyle Ric(g)=\lambda g-\nabla ^{2}f}.

## Selbstähnliche Lösungen des Ricci-Flusses
Ein Ricci-Soliton {\displaystyle (M,g_{0})} gibt eine selbstähnliche Lösung {\displaystyle g_{t}} des Ricci-Flusses {\displaystyle \partial _{t}g_{t}=-2Ric(g_{t})} wie folgt. 
Setze {\displaystyle \sigma (t):=1-2\lambda t} und {\displaystyle X(t):={\tfrac {1}{\sigma (t)}}V}. Der Fluss des Vektorfelds {\displaystyle X(t)} definiert eine 1-Parameter-Familie von Diffeomorphismen {\displaystyle \Phi _{t}} und man definiert 
{\displaystyle g_{t}:=\sigma (t)\Phi _{t}^{*}(g_{0})},
was eine Lösung des Ricci-Flusses ist. Für {\displaystyle \lambda <0} ist es eine expandierende Lösung, für {\displaystyle \lambda =0} eine beständige und für {\displaystyle \lambda >0} eine schrumpfende Lösung.